# Deutsche Steuer-Gewerkschaft

Logo

Die Deutsche Steuer-Gewerkschaft (DSTG) ist eine parteipolitisch unabhängige Interessenvertretung für das Personal der Finanzverwaltung der Bundesrepublik Deutschland mit ca. 79.000 Mitgliedern. Sie ist Mitgliedsgewerkschaft des Deutschen Beamtenbunds.
Die DSTG setzt sich – gemeinsam mit den Landesvertretungen – für humane Arbeitsbedingungen als Voraussetzung für eine leistungsfähige und bürgernahe Finanzverwaltung ein.
Der Verein beschränkt sich nicht auf die gewerkschaftlichen Zielsetzungen (Personalvertretung und Forderung für eine sachgerechte Personalausstattung), sondern agiert auch im steuerpolitischen Bereich. Insbesondere setzt sich die DSTG für eine konsequente strafrechtliche Verfolgung von Steuerhinterziehern ein und lehnt öffentliche Hinweise auf die Möglichkeit strafbefreiender Selbstanzeigen ab.
Seit Juni 2022 ist Florian Köbler Vorsitzender des Vereins. Sein Vorgänger, Thomas Eigenthaler, wurde zum Ehrenvorsitzenden ernannt.

## Geschichte
Die Gründung erfolgte durch Urkunde vom 2. Juni 1949 in Beverungen an der Weser als Bund Deutscher Steuerbeamten (BDSt). Gründungsverbände waren dabei die Landesverbände der britischen Besatzungszone: die Landesverbände Hamburg, Niedersachsen und Schleswig-Holstein, sowie die Bezirksverbände Düsseldorf, Köln und Westfalen.
Im weiteren Verlauf der Jahre 1949 und 1950 traten weitere Landesverbände bei, im Januar 1951 wurde auch der "Verband der Steuerbeamten in Groß-Berlin" Mitglied.
In der Folgezeit bestanden die Bezirksverbände Bundesfinanzministerium, Düsseldorf, Hamburg, Hessen, Koblenz, Köln, Nordbaden, Pfalz, Schleswig-Holstein, Westfalen und Württemberg sowie die Landesverbände Bremen und Niedersachsen. Unter anderem Namen wurden der Landesverband der Finanzbeamten in Baden, der Verein der Finanzbeamten in Bayern, der Verband der Steuerbeamten in Groß-Berlin und der Landesausschuss Württemberg-Hohenzollern Mitglied.
Wie aus der ursprünglichen Namensgebung ersichtlich, handelte es sich zunächst um eine reine Berufsvertretung der Beamtenschaft. Nachdem Anfang der 1970er Jahre jedoch ca. ein Drittel der Beschäftigten der Finanzverwaltung tariflich beschäftigt waren (Angestellte und Arbeiter), öffnete sich die Gewerkschaft ab 1972 auch für Arbeitnehmer. Ziel war es, eine einheitliche Fachgewerkschaft für die gesamte Finanzverwaltung zu werden. Beim Steuergewerkschaftstag 1975 wurde die Umbenennung in Deutsche Steuergewerkschaft (DSTG) beschlossen.
Im Jahr 1990 traten die im Gebiet der DDR gelegenen Mitgliedsverbände ein: die Landesverbände Brandenburg, Mecklenburg-Vorpommern, Sachsen, Sachsen-Anhalt und Thüringen.

## Vorsitzende
- 1948–1957: Theodor Fockele
- 1957–1979: Hermann Fredersdorf
- 1979–1987: Werner Hagedorn (1929–2019), deutscher Finanzbeamter und Gewerkschafter
- 1987–1995: Erhard Geyer
- 1995–2011: Dieter Ondracek
- 2011–2022: Thomas Eigenthaler
- seit 2022: Florian Köbler[5]

## Struktur
Aufgrund der föderalen Struktur der Finanzverwaltung nach dem Finanzverwaltungsgesetz ist auch die DSTG entsprechend organisiert. Es bestehen fünf Bezirksverbände (Bundesfinanzministerium, Baden, Rheinland, Westfalen, Württemberg) und 14 Landesverbände (Bayern, Berlin, Brandenburg, Bremen, Hamburg, Hessen, Niedersachsen, Mecklenburg-Vorpommern, Rheinland-Pfalz, Saar, Sachsen, Sachsen-Anhalt, Schleswig-Holstein und Thüringen).
Auf Ortsebene bestehen ca. 750 Ortsverbände an den Sitzen der Finanzämter, Finanzschulen bzw. Finanzgerichten.
Für einzelne Bereiche innerhalb des Vereins gibt es spezielle Untergliederungen und zwar für
- Jugend

- Frauen

- Tarif und

- Senioren.[7]

## Steuerpolitische Ziele
Die DSTG setzt sich unter anderem ein für
- Steuervereinfachung, insbesondere den Abbau von Vorschriften, die subventionierend wirken

- Abschaffung der Abgeltungssteuer

- Bekämpfung des Umsatzsteuerbetrugs u. a. durch Einführung von revisionssicheren Kassensystemen

- Aktive Bekämpfung der Steuerhinterziehung durch Onlinehändler auf weltweit agierenden Plattformen wie Amazon, ebay usw.

- Einführung eines kinderorientierten Familiensplitting

- Prüfung der Wiedereinführung der Vermögensteuer

- Bekämpfung von Steueroasen und Briefkastendomizilen

- Bundeskompetenzen beim Personaleinsatz in den Länderfinanzverwaltungen[8]

## Mitgliedschaften
Der Verein ist in folgenden Organisationen Mitglied:
- DBB Beamtenbund und Tarifunion

- Union of Finance Personnel in Europe, ein Zusammenschluss europäischer Steuer- und Zollgewerkschaften

- Deutsche Finanzsporthilfe, ein Verein zur Förderung des Sports unter Beschäftigten der Finanzverwaltung[9]

## Kritik
Im Zuge der hessischen Steuerfahnder-Affäre, als missliebige Steuerfahnder mit falschen Gutachten in den vorzeitigen Ruhestand versetzt wurden, kam Kritik an der DSTG auf. Der hessische DSTG-Landesvorsitzende Michael Volz stellte sich nicht hinter die entlassenen Steuerfahnder, sondern auf die Seite des Finanzministers Karlheinz Weimar. Das Bundesverwaltungsgericht stellte fest, Weimar könne Verantwortung nicht auf untergeordnete Behörden abwälzen, sondern sein Ministerium sowie die hessische Oberfinanzdirektion seien nach geltender Rechtslage verpflichtet gewesen, die Gründe für die Ruhestandsversetzung „eigenständig“ zu überprüfen.
Michael Volz arbeitete vor seiner Entsendung an der Spitze des Landesverbands beim Finanzamt Gelnhausen.